# Harold Lowe

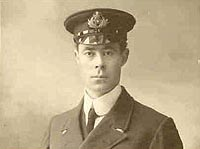
Harold Lowe

Harold Godfrey Lowe (* 21. November 1882 in Llanrhos, Wales; † 12. Mai 1944 in Deganwy, Wales) war Fünfter Offizier der Titanic: Er war der rangvierthöchste Offizier, der den Untergang überlebte und einigen Quellen zufolge der einzige der Offiziere an Bord, der in seinem Rettungsboot kehrt machte, um Überlebende des Titanic-Untergangs zu retten, die im Meer trieben und es nicht in die Rettungsboote geschafft hatten.

## Jugend und Ausbildung
Harold Lowe wurde als Kind von George und Harriet Lowe geboren. Sein Vater wollte ihn bei einem erfolgreichen Geschäftsmann in die Lehre geben, Harold wollte aber lieber zur See fahren und riss im Alter von 14 Jahren von zu Hause aus. Nach einigen Jahren Ausbildung bei der Handelsmarine kam er 1911 zur White Star Line. Bis zu seinem Dienst auf der Titanic hatte er noch keine transatlantische Fahrt unternommen.

## Titanic
Als die Titanic am 14. April 1912 um 23:40 Uhr mit einem Eisberg kollidierte, hatte Lowe dienstfrei und befand sich schlafend in seinem Quartier. Er erwachte nicht durch den Aufprall, sondern erst etwas später durch laute Stimmen vor seiner Kabine und begab sich umgehend an Deck. Dort half er zunächst auf der Steuerbordseite dem ersten Offizier William M. Murdoch und dem dritten Offizier Herbert Pitman beim Besetzen der Rettungsboote. Dabei kam es zu einem Vorfall mit Bruce Ismay, dem Direktor der White Star Line, als dieser ihn zur Eile beim Abfieren von Boot Nr. 5 antreiben wollte. Lowe wies ihn daraufhin zurecht, da er nicht das Kentern des Bootes verantworten wollte.
Angesichts des sich nun immer deutlicher abzeichnenden Untergangs des Schiffs nahm die Unruhe an Deck der Titanic zu. Als beim Abfieren des Bootes noch mehr Männer an Bord gelangen wollten, feuerte Lowe drei Warnschüsse mit seiner Waffe ab und hielt sie so davon ab, auf das Boot zu gelangen. Einen anderen packte Lowe kurz darauf ohne weitere Worte und warf ihn wieder hinaus.
Gegen 1:30 Uhr besetzte er zusammen mit dem sechsten Offizier James P. Moody die Rettungsboote Nr. 14 und 16. Da eines der Boote von einem Offizier geführt werden sollte, tauschten sie sich darüber aus, wer von ihnen an Bord gehen sollte. Der jüngere Moody schlug vor, dass Lowe Nr. 14 übernehmen sollte, während er selbst nach einem anderen schauen wollte. Moody überlebte die Katastrophe nicht. Einen jungen Mann, der sich im Rettungsboot Nr. 14 zu verstecken versuchte, forderte Lowe mit vorgehaltener Pistole zum Verlassen des Bootes auf. Als dieser ihn daraufhin anflehte, bleiben zu dürfen, appellierte Lowe an ihn, Frauen und Kindern den Vortritt zu lassen, und der junge Mann kletterte weinend zurück an Bord. Tatsächlich waren in dem Boot Nr. 14 noch mindestens zwei Plätze frei; die Encyclopedia Titanica listet sogar nur 37 von möglichen 65 Insassen auf. 

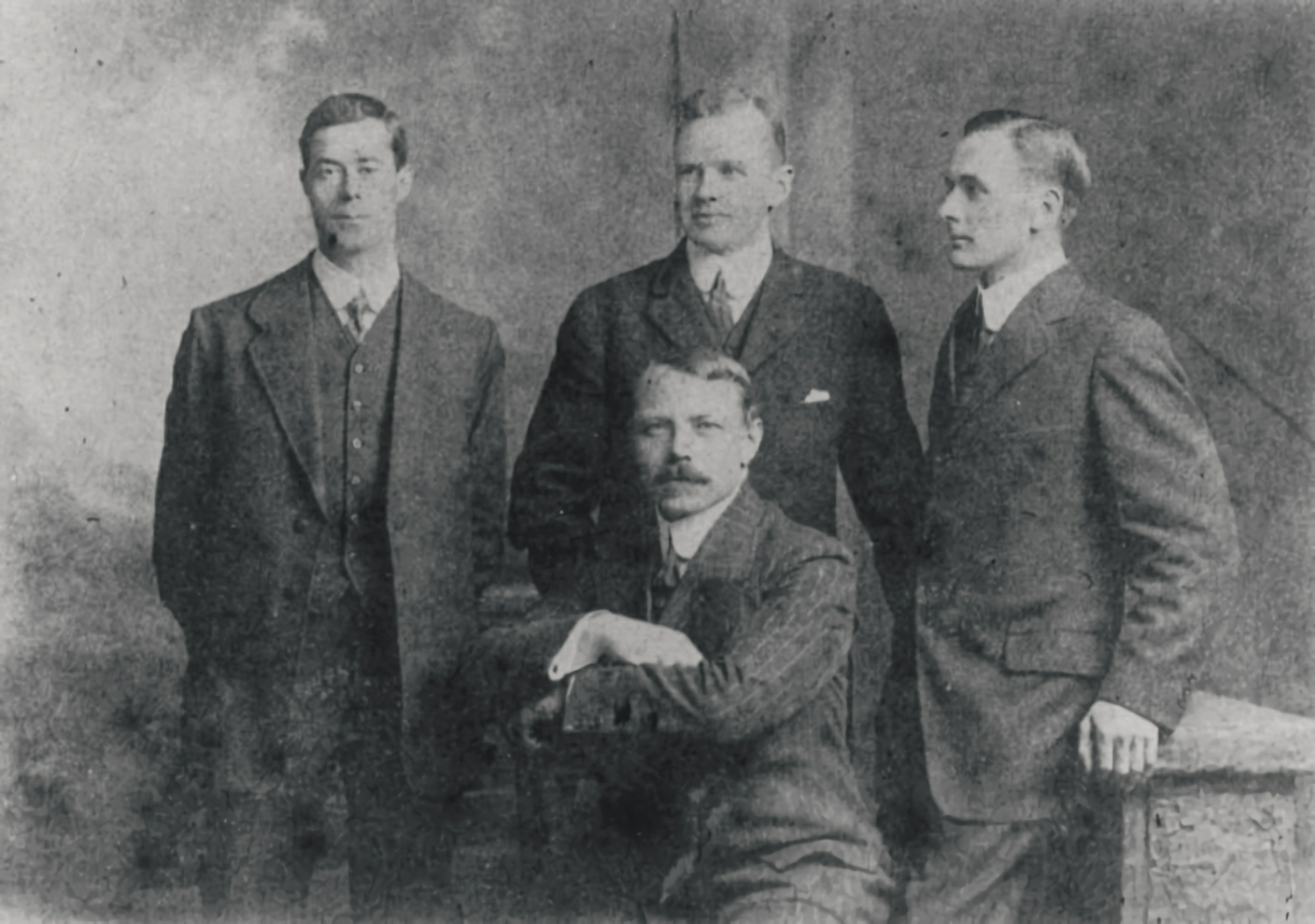
Die überlebenden Offiziere der Titanic, von links nach rechts: Harold Lowe, Charles Lightoller, Joseph Boxhall. Vorn sitzend: Herbert Pitman.

Nach dem Versinken der Titanic um 2:20 Uhr wollte Lowe zur Unglücksstelle zurückkehren, um mögliche Überlebende aufzunehmen. Er fürchtete allerdings, dass diese das Boot zum Kentern bringen könnten. Daher organisierte Lowe eine Ansammlung von fünf Booten auf dem offenen Meer und ließ die Passagiere aus seinem eigenen in die anderen umsteigen, um schließlich als eins von nur zwei Booten zurückzurudern. In der Zwischenzeit waren die meisten Rufe vom Ort des Untergangs jedoch verstummt. So konnte er nur noch vier Überlebende aufgreifen, von denen einer im Laufe der Nacht an seinen Verletzungen starb. In den frühen Morgenstunden wurden sie von der Carpathia an Bord genommen.

## Weiteres Leben
Lowe wurde bei den nachfolgenden Untersuchungen zur Katastrophe mehrfach befragt. Im September 1913 heiratete er Ellen Marion Whitehouse, mit der er zwei Kinder, Florence Josephine Edge Lowe und Harold William George Lowe, bekam. Im Ersten Weltkrieg diente er in der Royal Navy und wurde Commander bei der Royal Naval Reserve. Im Mai 1944 verstarb Harold Lowe.

## Film
In S.O.S. Titanic (1979) wurde Lowe von Karl Howman verkörpert. Im Zweiteiler von 1996 wurde er von Kavan Smith gespielt. In Cameron's Film Titanic von 1997 wurde Lowe von Ioan Gruffudd gespielt. Realitätsgetreu ist Lowe im Film der einzige umkehrende Offizier und rettet die Protagonistin Rose DeWitt Bukater, welche, um seine Aufmerksamkeit zu bekommen, die Pfeife des zu diesem Zeitpunkt bereits gestorbenen Offiziers Henry T. Wilde (gespielt von Mark Lindsay Chapman) benutzt. In der Fernsehserie Titanic von 2012 wird die Rolle von Ifan Meredith übernommen.